# Amilton Ascari
Amilton Ascari, mais conhecido como Breca, (Grão-Pará, 19 de agosto de 1957) é um político brasileiro.

## Vida
Filho de Santo Ascari (Grão-Pará, 7 de setembro de 1926 — Grão-Pará, 11 de junho de 1999) e Santina Arnauts Ascari.

## Carreira
Foi vereador do município de Grão-Pará na 7ª legislatura, de 1989 a 1992; na 8ª legislatura, de 1993 a 1996; na 9ª legislatura, de 1997 — 2000; e na 10ª legislatura, de 2001 a 2004.
Foi prefeito de Grão-Pará na 9ª legislatura, de 1 de janeiro de 2005 a 31 de dezembro de 2008, pela primeira vez; e na 13ª legislatura, de 1 de janeiro de 2013 a 31 de dezembro de 2016, pela segunda vez.